# Нечепоренко, Павел Иванович
Па́вел Ива́нович Нечепоре́нко (1916—2009) — советский российский балалаечник, дирижёр, педагог. Народный артист СССР (1989). Лауреат Сталинской премии третьей степени (1952).

## Биография
Родился 18 (31) августа 1916 года в Чигирине (ныне Черкасская область, Украина). Отец — Нечепоренко Иван Игнатьевич был моряком, а мать Агриппина Ульяновна — домохозяйкой.
Первые уроки игры на балалайке получил от отца. Играл на балалайке в семейном ансамбле: его брат играл на мандолине, а две сестры, Клавдия и Александра, на гитарах. После переезда семьи в Керчь, в 1927 году, играл в самодеятельном оркестре народных инструментов под руководством А. А. Николенко. Здесь же, в Керчи впервые выступал по приглашению администрации городского парка в концерте как профессиональный артист-балалаечник, после успешного выступления на городском фестивале художественной самодеятельности в 1932 году. В этом же году стал руководить самодеятельностью, организовав в одном из клубов города небольшой оркестр. С 1932 по 1934 годы учился в Школе морского ученичества, получив по её окончании профессию машиниста паровых машин.
После окончания Школы поступил в Центральный музыкальный техникум в Ленинграде (ныне Санкт-Петербургское музыкальное училище имени М. П. Мусоргского), который окончил в 1939 году, где обучался у В. И. Домбровского. В 1936 году познакомился с Б. С. Трояновским, затем с Н. П. Осиповым, общение с которыми оказало большое влияние на его исполнительскую культуру.
С 1935 года вёл концертную деятельность как солист-балалаечник Ленгосэстрады.
Во время войны остался в блокадном Ленинграде. Как солист Краснознамённого ансамбля ВМФ СССР и Балтийского флота выступал перед защитниками города и выезжал на Северный фронт.
После войны окончил два факультета: дирижёрско-хоровой и как руководитель оркестра русских народных инструментов Ленинградскую консерваторию им. Н. А. Римского-Корсакова.
С 1949 по 1951 год — главный дирижёр Оркестра народных инструментов Ленинградского радиокомитета (ныне Государственный академический русский оркестр имени В. В. Андреева) в Ленинграде, в 1951 году — художественный руководитель этого оркестра. С 1951 по 1953 год — заместитель художественного руководителя Государственного русского народного оркестра им. Н. П. Осипова (ныне — Национальный академический оркестр народных инструментов России им. Н. П. Осипова) в Москве. Был почётным членом художественного совета этого оркестра.
С 1952 по 1987 — солист Госконцерта (или Москонцерта).
Много гастролировал по СССР и за рубежом, выступал на радио, записывал альбомы.
Среди исполняемых произведений: Вторая венгерская рапсодия Ф. Листа, Фантазия на темы оперы «Кармен» П. Сарасате, Испанский танец М. де Фальи, «Юмореска» А. Дворжака, «Пляска смерти» К. Сен-Санса, произведения русских и советских композиторов: В. Андреева, Б. Трояновского, Ю. Шишакова, С. Василенко, П. Куликова, Н. Будашкина.
Автор вариаций на тему Н. Паганини, концертной пьесы на тему украинской народной песни «От села до села», вариации на тему русской народной песни «Час да по часу», ряда популярных произведений для балалайки, а также более 20-ти переложений и 25 исполнительских редакций для этого инструмента.
В 1938—1941 годах — преподаватель Ленинградского музыкального училища им. М. П. Мусоргского, с 1951 — Московского музыкального училища им. Октябрьской революции (ныне Московский государственный институт музыки имени А. Г. Шнитке), в 1959—2004 — Государственного музыкального педагогического института им. Гнесиных (с 1976 — профессор). За годы преподавательской деятельности его учениками стала целая плеяда выдающихся музыкантов, среди которых: А. Данилов, В. Зажигин, В. А. Ельчик, А. Марчаковский, В. Болдырев, В. Гребенников, А. Горбачёв.
Умер 27 марта 2009 года в Москве и по решению дочери Ирины Павловны Нечепоренко похоронен на Николо-Архангельском кладбище.

## Награды и звания
- I премия на Всесоюзном конкурсе музыкантов-исполнителей на народных инструментах (1939)
- Заслуженный артист РСФСР (1955)
- Народный артист РСФСР (1974)[2]
- Народный артист СССР (1989)
- Сталинская премия третьей степени (1952) — за концертно-исполнительскую деятельность
- Орден Красной Звезды (1945)
- Орден Отечественной войны II степени (1985)
- Орден Дружбы народов (28 февраля 1994 года) — за большие заслуги в развитии и пропаганде отечественной музыкальной культуры, плодотворную педагогическую деятельность[3][4]
- Орден «За заслуги перед Отечеством» IV степени (29 августа 1996 года) — за большие заслуги в развитии отечественного музыкального искусства[5]
- Медаль «За боевые заслуги» (1943)
- Медаль «За оборону Ленинграда»
- Медаль «За победу над Германией в Великой Отечественной войне 1941-1945 гг.» (1946)
- Медаль «В память 850-летия Москвы»
- Медаль «За доблестный труд. В ознаменование 100-летия со дня рождения Владимира Ильича Ленина»